# ريتشارد جورج (رجل أعمال)
ريتشارد جورج (بالإنجليزية: Sir Richard George)‏ هو شخصية أعمال بريطاني، ولد في 24 أبريل 1944، وتوفي في 23 مارس 2016.